# Thelesperma filifolium
Thelesperma filifolium là một loài thực vật có hoa trong họ Cúc. Loài này được (Hook.) A.Gray miêu tả khoa học đầu tiên năm 1849.